# Mùa bão Tây Bắc Thái Bình Dương 1958
Mùa bão Tây Bắc Thái Bình Dương 1958 không có giới hạn chính thức, nó diễn ra trong suốt năm 1958; tuy nhiên hầu hết các xoáy thuận nhiệt đới có xu hướng hình thành trong giai đoạn từ tháng 5 đến tháng 11. Đây là những thời điểm quy ước phân định khoảng thời gian tập trung hầu hết số lượng xoáy thuận nhiệt đới hình thành mỗi năm trên Tây Bắc Thái Bình Dương.
Phạm vi của bài viết này chỉ giới hạn ở Thái Bình Dương, khu vực nằm về phía Bắc xích đạo và phía Tây đường đổi ngày quốc tế. Những cơn bão hình thành ở khu vực phía Đông đường đổi ngày quốc tế và phía Bắc xích đạo thuộc về Mùa bão Đông Bắc Thái Bình Dương 1958. Toàn bộ bão nhiệt đới hình thành trên Tây Bắc Thái Bình Dương sẽ được chỉ định tên gọi bởi Trung tâm Thời tiết Hạm đội có trụ sở tại Guam.

## Các cơn bão

### Bão Ophelia
Vào trưa ngày 31 tháng 12 năm 1957, dọc theo một dải hội tụ nhiệt đới đã ghi nhận được một xoáy thấp tại địa điểm cách Hawaii khoảng 1.300 dặm (2.100 km) về phía Nam. Đến ngày 7 tháng 1 năm 1958, một cơn bão nhiệt đới nhỏ đã tấn công rạn san hô vòng Jaluit thuộc quần đảo Marshall làm 14 người thiệt mạng. Sau đó Ophelia mạnh lên nhanh chóng và đạt sức gió 140 dặm/giờ (220 km/giờ) trong ngày hôm sau. Tiếp theo do những điều kiện môi trường trở nên bất lợi, sức gió tối đa của nó đã giảm xuống còn 105 dặm/giờ (170 km/giờ). Vào ngày 10 tháng 1, Ophelia tấn công Ponape, làm tốc mái văn phòng của Cơ quan Thời tiết Quốc gia Hoa Kỳ. Chỗ trú ẩn của cơ quan thời tiết đã bị phá hủy cũng một số tòa nhà khác xung quanh bị hư hại nghiêm trọng. Cơn bão tấn công vụng biển Chuuk vào ngày 11. Sang ngày 12, những điều kiện đã trở nên thuận lợi hơn đã cho phép Ophelia tăng cường và nó đạt đỉnh với sức gió tối đa 160 dặm/giờ (260 km/giờ) ngày hôm sau. Cùng ngày, cơn bão gây tác động nghiêm trọng đến Yap, thổi bay tấm mái bằng kim loại của văn phòng Cục Thời tiết và làm hư hại các tòa nhà, máy kinh vĩ, ăngten rađio. Sau khi duy trì cường độ mạnh nhất trong vòng 18 tiếng, Ophelia suy yếu nhanh chóng khi trôi dạt lên phía Bắc trước khi tan vào ngày 17. Bão Ophelia đã gây thiệt hại trên diện rộng cho một loạt các đảo trên Tây Thái Bình Dương. Ngoài ra nó còn làm 9 người trên chiếc WB-50 của Không quân Hoa Kỳ thiệt mạng trong chuyến bay vào trong cơn bão vào ngày 15 tháng 1.

### Bão nhiệt đới JMA 02
Bão nhiệt đới 02 hình thành trong ngày 29 tháng 4. Nó đã tấn công Philippines trước khi tan vào ngày hôm sau.

### Bão Phyllis
Vào ngày 29 tháng 5, siêu bão Phyllis đạt cường độ tối đa với sức gió 185 dặm/giờ (295 km/giờ), trở thành cơn bão Tây Bắc Thái Bình Dương mạnh nhất từng ghi nhận được trong tháng 5 xét theo tiêu chí vận tốc gió duy trì một phút tối đa. Phyllis duy trì quỹ đạo ngoài khơi và tan trong ngày 2 tháng 6 trên vùng biển Đông Nam Nhật Bản.

### Bão Winnie
Bão nhiệt đới Winnie hình thành vào ngày 12 tháng 7 trên vùng biển phía Đông Luzon. Cơn bão di chuyển theo hướng Tây Bắc, mạnh lên nhanh chóng thành bão cấp 4 chỉ trong vòng 12 tiếng. Tiếp theo Winnie suy yếu đi một chút trước khi tiếp tục mạnh trở lại thành một siêu bão với sức gió 175 dặm/giờ (280 km/giờ). Winnie tấn công Đài Loan trong ngày 15 với cường độ đã suy giảm, sau đó nó vượt eo biển Đài Loan và đổ bộ lên vùng Đông Nam Trung Quốc. Cơn bão tiếp tục suy yếu trên đất liền và tan vào ngày 17 tháng 7. Tại Đài Loan, Winnie đã làm 31 người thiệt mạng và 53 người khác bị thương.

### Bão Alice
Bão nhiệt đới Alice hình thành vào ngày 13 tháng 7 và ban đầu nó di chuyển theo hướng Tây Bắc, đạt cấp độ bão cuồng phong vào ngày 16. Alice mạnh lên rất nhanh trong ngày 19 thành một siêu bão với sức gió 150 dặm/giờ (240 km/giờ) trước khi chuyển hướng Đông Bắc và suy yếu dần. Vào ngày 22 Alice tấn công vùng Đông Nam Nhật Bản và hai ngày sau nó đã chuyển đổi thành xoáy thuận ngoại nhiệt đới tại địa điểm gần bán đảo Kamchatka. Tại Hokkaidō, cơn bão đã làm 41 người thiệt mạng, 8 người mất tích, và 61 người khác bị thương.

### Bão Flossie
Vào ngày 21 tháng 8, một áp thấp nhiệt đới đã hình thành ngoài đại dương và nó di chuyển lên phía Bắc. Sau đó áp thấp nhiệt đới mạnh lên thành bão nhiệt đới trong cùng ngày, rồi đến bão cuồng phong vào ngày 22. Cũng trong ngày 22, Flossie đạt đỉnh với sức gió 105 dặm/giờ (170 km/giờ). Tiếp theo cơn bão suy yếu với sức gió giảm xuống còn 70 dặm/giờ (110 km/giờ) trước khi đổ bộ lên vùng duyên hải Đông Nam Nhật Bản trong ngày 25. Sang ngày hôm sau, Flossie chuyển đổi thành xoáy thuận ngoại nhiệt đới và nó đã tan vào ngày 27. Tại Tokyo, cơn bão đã làm 15 người thiệt mạng, 30 người mất tích và 39 người khác bị thương.

### Bão Helen
Bão Helen hình thành vào ngày 9 tháng 9 và nó đã mạnh lên nhanh chóng thành một siêu bão với sức gió 175 dặm/giờ (280 km/giờ) trong ngày 14. Cơn bão sau đó di chuyển theo hướng Đông Bắc, dần suy yếu trước khi đổ bộ vào vùng Đông Nam Nhật Bản trong ngày 17 với sức gió 105 dặm/giờ (170 km/giờ). Helen đã di chuyển song song với đường bờ biển Đông Nam Nhật Bản và sau đó chuyển hướng Bắc, chuyển đổi thành một xoáy thuận ngoại nhiệt đới trên biển Okhotsk vào ngày 19. Những tác động từ cơn bão đã khiến 24 người thiệt mạng, 44 người mất tích và 108 người bị thương.

### Bão Ida
Bão Ida hình thành vào ngày 20 tháng 9 ngoài khơi Tây Thái Bình Dương và ban đầu nó di chuyển về phía Tây, mạnh lên nhanh chóng thành một cơn bão có sức gió 115 dặm/giờ (185 km/giờ) trong ngày 21. Sang ngày 22 Ida chuyển hướng Bắc và tăng cường mạnh mẽ, đến ngày hôm sau nó đạt cấp độ siêu bão và đạt đỉnh với sức gió lên đến 200 dặm/giờ (325 km/giờ) trong ngày 24. Vận tốc gió này là suy đoán, do thiếu quan trắc từ vệ tinh và những phương pháp đo lường hiệu quả; dù vậy Ida nhiều khả năng là một cơn bão đáng gờm với áp suất thấp kỷ lục tại thời điểm đó là 877 mbar. Tiếp theo Ida suy yếu khi tiếp tục đi lên phía Bắc, và nó đã đổ bộ vào Honshū với sức gió 80 dặm/giờ (130 km/giờ) trong ngày 26. Ida chuyển đổi thành xoáy thuận ngoại nhiệt đới trong ngày hôm sau trước khi tan vào ngày 28. Cơn bão đã gây lũ lụt nghiêm trọng tại vùng Đông Nam Nhật Bản, dẫn đến 1.900 trận lở đất. Tổn thất lớn xảy ra dọc theo vùng duyên hải, trong đó có hai ngôi làng nhỏ bị cuốn trôi hoàn toàn. Tổng cộng có gần 500.000 người mất nhà cửa, 888 người thiệt mạng, 496 người bị thường, và 381 người mất tích do bão.

## Tên bão
| - Agnes - Bess - Carmen - Della - Elaine - Faye - Gloria - Hester - Irma - Judy - Kit - Lola - Mamie - Nina - Ophelia - Phyllis - Rita - Susan - Tess - Viola - Winnie | - Alice - Betty - Cora - Doris - Elsie - Flossie - Grace - Helen - Ida - June - Kathy - Lorna - Marie - Nancy - Olga - Pamela - Ruby - Sally - Tilda - Violet - Wilda | - Anita - Billie - Clara - Dot - Ellen - Fran - Georgia - Hope - Iris - Joan - Kate - Louise - Marge - Nora - Opal - Patsy - Ruth - Sarah - Thelma - Vera - Wanda | - Amy - Babs - Charlotte - Dinah - Emma - Freda - Gilda - Harriet - Ivy - Jean - Karen - Lucille - Mary - Nadine - Olive - Polly - Rose - Shirley - Trix - Virginia - Wendy |